# Andante para un pequeño órgano mecánico (Mozart)
El Andante en fa mayor, K. 616 es una pieza para órgano mecánico (o reloj musical) compuesta por Wolfgang Amadeus Mozart como parte de una serie de obras para instrumentos fuera de lo común, encargadas por diversos señores.

## Historia
La composición fue anotada en el catálogo personal de Mozart el 4 de mayo de 1791 y fue escrita en Viena; al parecer fue el encargo de un curioso aristócrata austriaco, el conde Joseph Deym von Stržitež. El conde tuvo que huir de la ciudad en su juventud a consecuencia de un duelo, pero más tarde regresó con el nombre de Herr Müller y fundó el Kunstkabinett Müller (una especie de galería de arte) en la Rotenturmstrasse de Viena, en donde se exponían, entre otras cosas, las mascarillas de cera de José II de Austria y (después de su muerte) del propio Mozart. Deym poseía también varios curiosos órganos mecánicos, movidos por mecanismos de relojería, que interpretaban música cuando daban las horas.
El 31 de mayo de 1800, Constanze Mozart escribió al editor alemán Johann André a propósito de varias obras de su difunto marido, entre ellas la KV 608, afirmando que <<se piensa que es propiedad de... el conde V. Deym de aquí>>; parece posible que también la KV 616 fuera encargo del conde, aunque Pater Primitiv Niemecz, el relojero de Joseph Haydn, tenía por lo menos dos obras de Mozart en un órgano mecánico que existía en 1801.